# Marian Rejewski
Marian Adam Rejewski, poljski matematik in kriptolog, * 16. avgust 1905, Bydgoszcz, Poljska, † 13. februar 1980, Varšava.
Rejewskemu in sodelavcem je leta 1932 uspelo zlomiti šifriranje Enigme, tedaj glavne nemške šifrirne naprave. Ta dosežek je med drugo svetovno vojno britanskemu projektu pod tajnim imenom Ultra omogočil branje nemških šifriranih radijskih sporočil. Slednje je pomembno, morda celo odločilno, pripomoglo k porazu nacistične Nemčije.
Med študijem matematike na poznanjski univerzi je Rejewski obiskoval skriven tečaj kriptologije, ki ga je izvedla poljska vojska oziroma njen Šifrirni urad (poljsko Biuro Szyfrów), v katerem se je polno zaposlil leta 1932. Dotlej sodelavcem Urada še ni uspelo razkriti Enigmine šifre in Rejewski je na njej pričel delati pozno istega leta. V le nekaj tednih mu je uspelo razkriti skrivnostno vezje v notranjosti naprave. Z dvema sodelavcema je nato razvil postopke za redno dešifiranje sporočil Enigme. Njegovi prispevki vključujejo kriptološki katalog kart, izpeljan z uporabo njegovega ciklometra, in kriptološko bombo.
Pet tednov pred nemško invazijo na Poljsko v letu 1939 so Rejewski in sodelavci predstavili svoje dosežke predstavnikom Francije in Britanije. Kmalu po izbruhu vojne so poljske kriptologe evakuirali v Francijo, kjer so delo nadaljevali v sodelovanju s Francozi in Britanci. Po porazu Francije v juniju 1940 so jih bili znova prisiljeni evakuirati, vendar so se v nekaj mesecih vrnili in delo nadaljevali pod krinko v Vichyjski Franciji. Po nemški zasedbi celotne države novembra 1942 je Rejewski s tovarišem Henrykom Zygalskim prek Španije zbežal v Britanijo, kjer je sodeloval s poljsko enoto, ki je razvozlavala nizkonivojske nemške šifre. Po končani vojni se je leta 1946 vrnil v domovino, kjer je delal kot računovodja. O svojem kriptološkem delu je molčal, dokler zgodba o Enigmi v 1970-ih ni prišla v javnost. Pokopali so ga z vojaškimi častmi.